# Hans Stadlmair
Hans Stadlmair est un chef d'orchestre et compositeur autrichien né le 3 mai 1929 à Neuhofen an der Krems (Autriche) et mort le 13 février 2019 à Munich (Allemagne).

## Biographie
Hans Stadlmair naît le 3 mai 1929 à Neuhofen an der Krems.
Il étudie le violon, la composition et la direction d'orchestre entre 1946 et 1952 à l'Académie de musique de Vienne, où il est élève de Clemens Krauss et Alfred Uhl, notamment, puis travaille la composition avec Johann Nepomuk David à Stuttgart,.
Il fait carrière comme chef d'orchestre, dirigeant le Chœur de Stuttgart avant d'être directeur artistique de l'Orchestre de chambre de Munich de 1956 à 1995. À la tête de la formation, il se produit dans le monde entier.
Comme compositeur, Hans Stadlmair est l'auteur de plusieurs pièces instrumentales de style néo-baroque, dont une Toccata pour cordes et clavecin (1966), un Concerto pour trompette avec cordes (1967) et une Sinfonia serena pour cordes (1970),. Il a également composé un Concerto profane pour violon et violoncelle écrit sur le thème de « Oh du lieber Augustin ».
En 1989, il est fait chevalier de l'Ordre du Mérite de la République fédérale d'Allemagne pour ses réalisations musicales,.
À la baguette, il est le créateur d'œuvres de Günter Bialas (en) (Musique pour onze cordes, 1970), Wilhelm Killmayer (Fin al punto, 1971) et Helmut Eder (en) (Vertraute Räume, op. 98), notamment,.
Au disque, se distingue son enregistrement de l'intégrale des symphonies de Joachim Raff pour le label Tudor, entre 2005 et 2007.
Hans Stadlmair meurt le 13 février 2019 à Munich,.